# Pleuronectes
A Pleuronectes a csontos halak (Osteichthyes) főosztályának sugarasúszójú halak (Actinopterygii) osztályába, ezen belül a lepényhalalakúak (Pleuronectiformes) rendjébe és a lepényhalfélék (Pleuronectidae) családjába tartozó nem.

## Tudnivalók
A Pleuronectes quadrituberculatus az Észak-Csendes-óceánban, míg a másik kettő az Észak-Atlanti-óceánban fordul elő. A legnagyobb testhosszuk 30-100 centiméter között mozog. Fenéklakó ragadozó életmódot folytató lények, amelyek az ember számára igen fontos táplálékhalak.

## Források

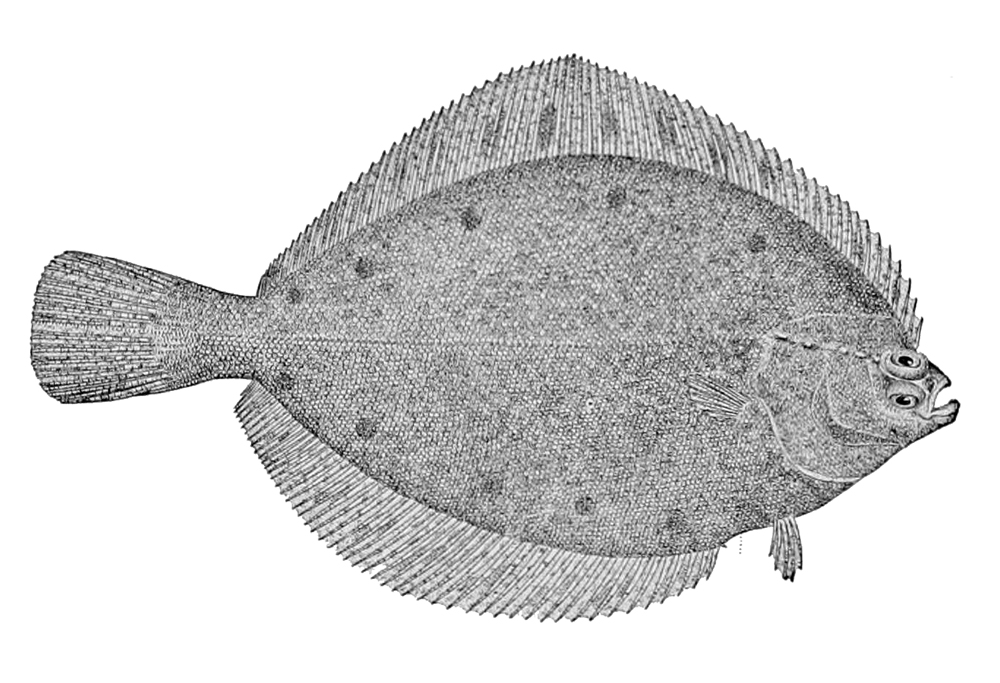
Rajz a Pleuronectes quadrituberculatusról

## Rendszerezésük
A nembe az alábbi 3 faj tartozik:
- sima lepényhal (Pleuronectes platessa) Linnaeus, 1758 - típusfaj
- Pleuronectes putnami (Gill, 1864)
- Pleuronectes quadrituberculatus Pallas, 1814